# Rosen

Herb Rosen

Rosen odmiana

Rosen (Rose, Gryf odmienny) – kaszubski herb szlachecki, według Przemysława Pragerta odmiana herbu Gryf.

## Opis herbu
Opis z wykorzystaniem zasad blazonowania, zaproponowanych przez Alfreda Znamierowskiego:
W polu czerwonym gryf srebrny, wspięty. Klejnot: nad hełmem w koronie pół gryfa jak w godle. Labry czerwone, podbite srebrem.

## Najwcześniejsze wzmianki
Herb wymieniany przez Ledebura (Adelslexikon der preussichen Monarchie) oraz Nowego Siebmachera.

## Rodzina Rosen
W roku 1345 rycerz Chocimir (Kazimierz) z Tuchomia, pochodzący z rodziny Święców, nadał swojemu giermkowi Henrykowi Rosen w lenno ziemię na założenie wsi Modrzejewo (Modrzewo). W roku 1438 wieś liczyła już 40 włók. W 1515 książę pomorski Bogusław X nadał w lenno wieś Modrzewo swym poddanym: Jurgen, Mistzinnen, Stennecken i Marcks, kuzynom. Możliwe, że byli to potomkowie Henryka. Istotnie, wśród właścicieli wsi pojawiali się jeszcze dziedzice o nazwisku Rosen: w dokumencie z roku 1576 wymieniani są Bartus, Michel, Paul i Andreas Rosen oraz Hans Miscine, Jakob i Hans Marken vel die Moddrowen, Matthias Stendek oraz Martin, Andreas i Niklaus Rüges. Imiona pierwszych właścicieli Modrzewa stały się zatem nazwiskami ich potomków. Nazwiska te: Mark, Miścin, Stenk i Rudgis szybko wyparły w Modrzewie nazwisko Rosen, dając początek oddzielnym rodom. Przypuszcza się, że Rudgisowie są pochodzenia obcego, nie wywodzą się od Rosenów, za to Bartus, Michel, Paul i Andreas Rosen mają na pewno pochodzić od Jurgena z 1515, który z kolei jest potomkiem Henryka Rosena.

## Herbowni
Rosen (Rose). Przemysław Pragert spekuluje, że pierwotny herb tej rodziny był mówiący i zawierał w polu niewiadomym różę, zaś w klejnocie godło herbu suwerena, czyli pół gryfa. Z czasem mógł zajść transfer z klejnotu do godła.